# Bistum Mongomo
Das Bistum Mongomo (lateinisch Dioecesis Mongomensis) ist eine in Äquatorialguinea gelegene römisch-katholische Diözese mit Sitz in Mongomo. 

## Geschichte
Das Bistum Mongomo wurde am 1. April 2017 durch Papst Franziskus aus Gebietsabtretungen des Bistums Ebebiyin errichtet und dem Erzbistum Malabo als Suffragandiözese unterstellt. Erster Bischof wurde Juan Domingo-Beka Esono Ayang CMF.
Das Bistum Mongomo umfasst die Provinz Wele-Nzas.